# Jimmy Bower

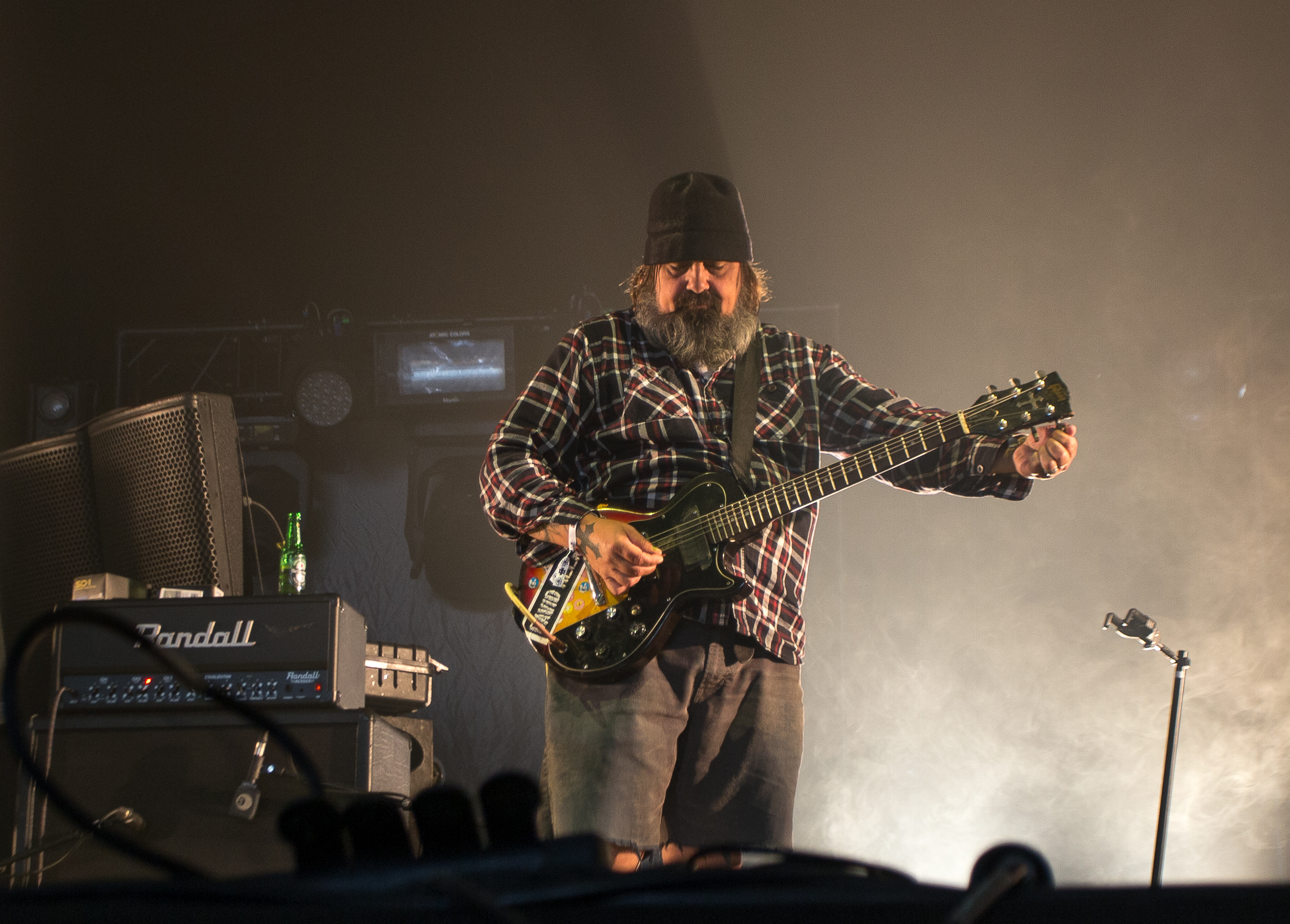
Jimmy Bower avec Eyehategod au Hellfest en 2018

Jimmy Bower est un guitariste et batteur américain qui a joué dans six groupes, dont notamment Down, Eyehategod, Crowbar et Superjoint Ritual.

## Carrière musicale

### Eyehategod
- In the Name of Suffering (1992)
- Take as Needed for Pain (1993)
- Dopesick (1996)
- In These Black Days: Vol.1 (Split avec Anal Cunt) (1997)
- Southern Discomfort (2000)
- Confederacy of Ruined Lives (2000)
- 10 Years of Abuse (and Still Broke) (EP) (2001)
- Preaching the "End-Time" Message (2005)
- Eyehategod (2014)
- A History of Nomadic Behavior (2021)

### Down
- NOLA (1995)

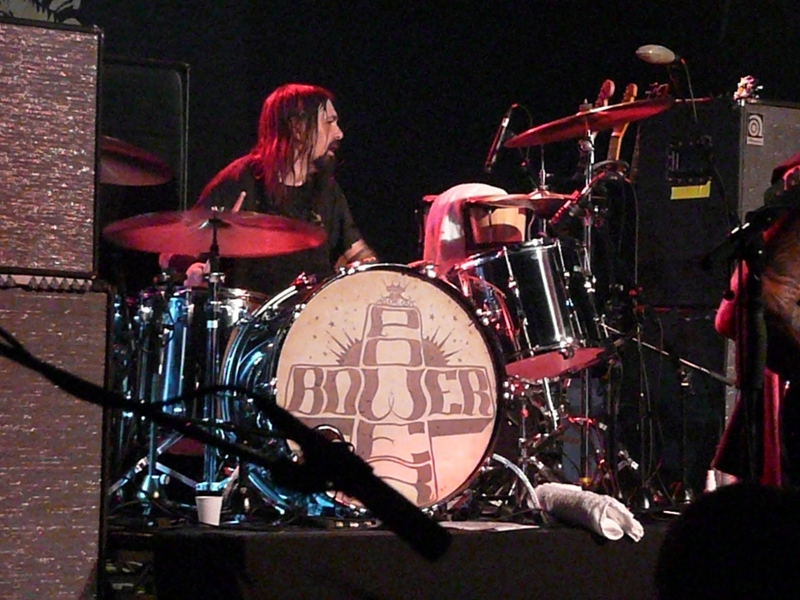
Jimmy Bower dans le groupe Down.

- Down II: A Bustle in Your Hedgerow (2002)
- Down III: Over The Under (2007)
- Diary of a Mad Band (live)
- Down IV Part I: The Purple EP (2012)
- Down IV Part II (2014)

### Crowbar
- Broken Glass (29 octobre 1996, Pavement Records)
- Odd Fellows Rest (7 juillet 1998, Pavement Records)

### Corrosion of Conformity
- Live Volume (2001)

### Superjoint Ritual
- Use once and destroy (2002)
- A Lethal Dose of American Hatred (2003)

### Superjoint
- Caught Up in the Gears of Application (2016)

### Clearlight
- The Mystick Krewe of Clearlight LP/CD (2000 Tee Pee Records)

## Liens
- (en) Down Site Officiel
- (en) Down Page MySpace
- (en) Eyehategod Site officiel